# Герб Хабаровського краю

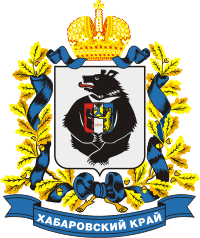
Герб Хабаровського краю

Герб Хабаровського краю — символ Хабаровського краю. Прийнято 28 липня 1994 року.

## Опис
Герб Хабаровського краю виконаний на щиті французької геральдичної форми. У центрі щита, срібла (білого) кольору, на почесному місці, зображена потужна природна фігура чорного кольору білогрудого ведмедя, що сидить на задніх лапах і передніми лапами дбайливо втримує (притискає до грудей) історичний герб Хабаровська — адміністративного центру Хабаровського краю. Голова ведмедя з розкритою пащею, червоними очима і язиком повернена до сходу «самого променистого сонця», на Схід (у дзеркальному відбитті).